# Джорджтаун
Джо́рджтаун (англ. Georgetown) — столица Кооперативной Республики Гайаны, крупнейший экономический и транспортный центр государства. Население — 200 500 человек (2012).

## Этимология
Основан в 1781 году голландцами и первоначально назывался Стабрук — буквально «стоячий (непроточный) пруд». В начале XIX века город отошёл к Великобритании и в 1812 году был переименован в Джорджтаун в честь английского короля Георга III.

## Природные условия

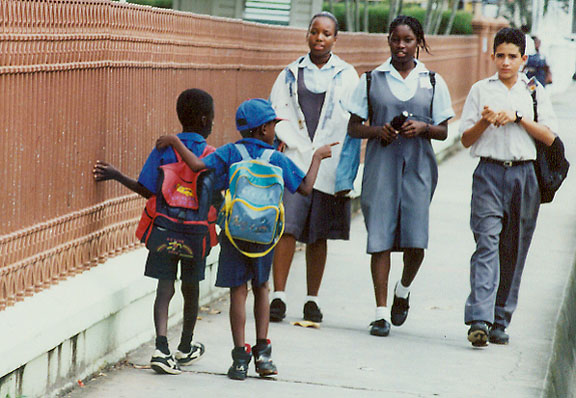
Одна из улиц столицы Гайаны

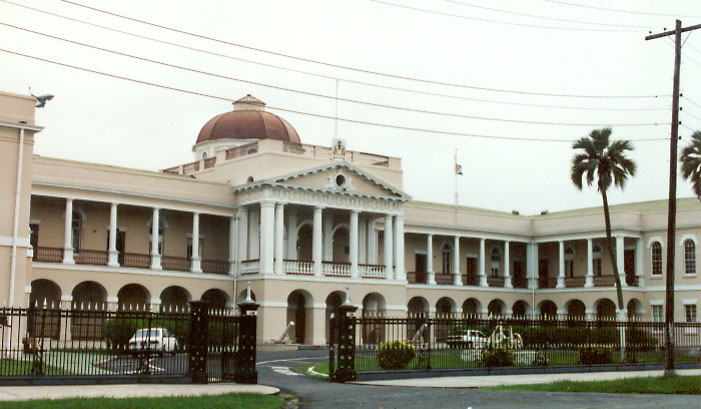
Здание правительственной администрации в центре Джорджтауна.

Джорджтаун находится в северо-восточной части Гайаны, на побережье Атлантического океана, вблизи места впадения в него реки Демерара. Погода в черте города обуславливается влиянием влажного субэкваториального климата. Среднемесячные температуры воздуха колеблются в течение года в пределах от +26 до +28 °C. Среднегодовой уровень осадков составляет около 2250 мм. Сезон дождей делится на два периода: первый продолжается с середины апреля до середины августа, второй — с середины ноября до конца января. Наибольшее количество осадков выпадает в декабре. Вследствие приближенности города к атлантическому побережью относительная влажность воздуха в Джорджтауне достигает очень высокой отметки (как правило, 75—80 % днем и почти 90 % ранним утром). В течение всего года город подвержен влиянию северо-восточных пассатных ветров, дующих в Атлантике.
Город расположен в зоне саванн. В его черте сохранились участки типичной для саванн флоры: акаций, мелколиственных кустарников, злаковых травянистых растений.
| Показатель                                              | Янв. | Фев. | Март | Апр. | Май  | Июнь | Июль | Авг. | Сен. | Окт. | Нояб. | Дек. | Год  |
| ------------------------------------------------------- | ---- | ---- | ---- | ---- | ---- | ---- | ---- | ---- | ---- | ---- | ----- | ---- | ---- |
| Средний суточный максимум, °C                           | 28,6 | 28,9 | 29,2 | 29,5 | 29,4 | 29,2 | 29,6 | 30,2 | 30,8 | 30,8 | 30,2  | 29,1 | 29,6 |
| Средняя температура, °C                                 | 26,1 | 26,4 | 26,7 | 27,0 | 26,8 | 26,5 | 26,6 | 27,0 | 27,5 | 27,6 | 27,2  | 26,4 | 26,8 |
| Средний суточный минимум, °C                            | 23,6 | 23,9 | 24,2 | 24,4 | 24,3 | 23,8 | 23,5 | 23,8 | 24,2 | 24,4 | 24,2  | 23,8 | 24,0 |
| Норма осадков, мм                                       | 185  | 89   | 111  | 141  | 286  | 328  | 268  | 201  | 98   | 107  | 186   | 262  | 2260 |
| Температура воды, °C                                    | 27   | 26   | 27   | 27   | 27   | 27   | 28   | 28   | 28   | 28   | 28    | 27   | 27   |
| Источник: Гонконгская обсерватория, World Climate Guide |      |      |      |      |      |      |      |      |      |      |       |      |      |

## Население, язык, вероисповедание
Численность населения Джорджтауна вместе с пригородами достигает более 250 тыс. человек. Это почти треть всех жителей страны. Представители основной этнической группы, проживающей в столице, — потомки индийских иммигрантов (около половины жителей города). Также здесь живут африканцы, европейцы (главным образом выходцы из Португалии) и мулаты. Коренных жителей страны — американских индейцев — в столице почти нет, поскольку они заселяют в основном внутренние районы Гайаны и ведут полукочевой образ жизни. Государственный язык — английский, среди определённых слоев населения распространены также языки хинди и урду. Более половины верующего населения Джорджтауна — приверженцы христианства (католики и протестанты), остальные исповедуют индуизм и ислам.
| 2002    | 2007    | 2012    |
| ------- | ------- | ------- |
| 137 520 | 238 700 | 200 500 |

## История развития города
Джорджтаун был основан в 1781 году голландскими колонистами. В 1784 году город получил статус административного центра голландских колониальных владений в Южной Америке. В начале XIX века, во время военных действий между Голландией и Великобританией, разгоревшихся в результате борьбы за колониальное господство на территории Гайаны, Джорджтаун был завоеван британцами, которые в 1812 году дали городу его современное название («город Джорджа», в честь британского короля Георга III). В 1812 году в Джорджтауне разместилась губернаторская резиденция.
В 1831 году, после объединения английских колоний Бербис, Эссекибо и Демерара, новообразованная территория стала называться Британской Гвианой, а Джорджтаун был объявлен её столицей.
Британские колонисты уделили много внимания благоустройству города, прокладке дорог, расширению площади обрабатываемых плантаций в окрестностях Джорджтауна. После упразднения рабства в 1830-х годах в порт Джорджтауна стали прибывать морские суда с наемными рабочими из Индии и ряда других стран Европы, Азии и Африки. В 1840-х годах в город начали переселяться рабочие из Португалии, главным образом с острова Мадейра, а также из Китая.

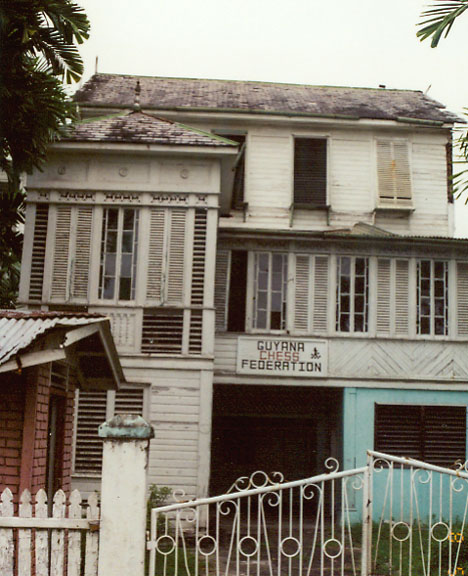
Здание шахматной федерации Гайаны, расположенное в столице

Впоследствии из числа иммигрантов, обосновавшихся в Джорджтауне, сформировался целый класс квалифицированных рабочих и предпринимателей, которые внесли значительный вклад в экономическое и политическое развитие города и способствовали проведению многих реформ в его хозяйственной и социальной жизни.
В 1920-х годах в Джорджтауне развернулось строительство современных зданий из железобетона; они сосредоточенны главным образом в деловой части города. В других районах Джорджтауна возводились главным образом деревянные одноэтажные постройки, которые располагали на высоких опорах из кирпича.
В 1930-х годах в городе активизировалась борьба трудящихся за экономические преобразования. В Джорджтауне участились забастовки рабочих местных предприятий. В конце 1940-х — начале 1960-х годов среди столичного населения усилилось освободительное движение против британского колониального господства на территории Гайаны. В 1950 году город посещал Джеральд Дарелл.
Массовые выступления трудящихся Джорджтауна, выражавших недовольство политикой британских властей, наблюдались в 1962—1964 годах. В результате народных волнений правительство Великобритании было вынуждено удовлетворить часть требований, выдвигаемых жителями Джорджтауна и других городов (например, расширение избирательных прав и круга полномочий местных органов власти), что привело к некоторым демократическим переменам в политической жизни всей страны. В мае 1966 года, с провозглашением независимости государства Гайана, Джорджтаун был официально признан его столицей.

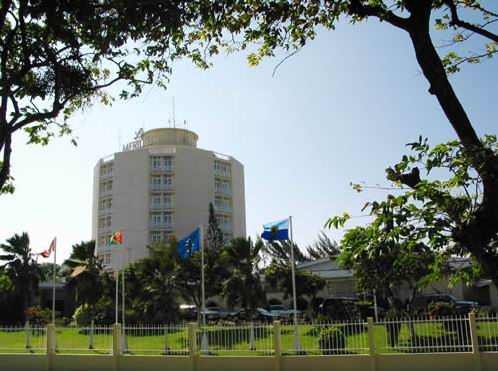
Вид на одну из гостиниц города

В 1970 году, после преобразования Гайаны в Кооперативную Республику Гайану, Джорджтаун получил статус столичного города. Здесь были размещены правительственная резиденция, парламент страны и все её государственные административные органы.
В 1970—1980-х годах экономическое развитие столицы переживало кризис, вызванный значительным снижением цен на сахар и бокситы (основную экспортную продукцию страны, вывозимую главным образом из морского порта Джорджтаун). В городе снова стали проходить забастовки трудящихся, отмечалась определённая нестабильность политической власти, вызванная обострившейся борьбой представителей различных партийных группировок. Привлечение иностранных инвестиций с целью оздоровления экономики станы в целом и её столицы в частности позволили несколько стабилизировать хозяйственную жизнь города в 1990-х годах. Переориентация на рыночную экономику и демократизацию общества обеспечили повышение продуктивности работы предприятий Джорджтауна и дальнейшее развитие торговых отношений с другими государствами.

## Культурное значение

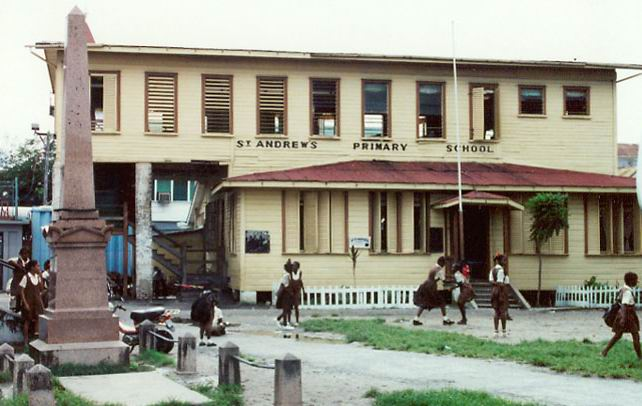
Здание начальной школы на окраине Джорджтауна

Архитектурный облик Джорджтауна составляет четкая прямоугольная сеть улиц, украшенных зеленью садов и парков. Главными культурно-историческими памятниками города являются крупнейший в мире деревянный англиканский собор святого Георгия, построенный в 1892 году, и католический Собор Непорочного Зачатия, сооруженный из железобетонных плит в 1921—1931 годах. Определённый интерес представляют также здания парламента и правительственной резиденции, которые возводились в 1839—1844 годах. В 1880-х годах в Джорджтауне были выстроены здание суда и городская ратуша, в настоящее время являющиеся памятниками архитектуры. В 1817 году голландцами был построен Джорджтаунский маяк. В 1881 году было завершено строительство Стабрукского рынка, который стал крупнейшим в стране.
В столице находится Национальный музей Гайаны, экспозиция которого повествует об историческом развитии города и страны, начиная с эпохи колониальных завоеваний. В Джорджтауне имеется также театр — «Гилд Тиэтр». В числе ведущих высших учебных заведений Джорджтауна — Университет Гайаны, основанный в 1963 году, в котором обучение студентов ведется на медицинском, юридическом факультетах, факультетах искусства, социальных и естественных наук. Имеются так же технический институт, педагогический и сельскохозяйственный колледжи, экономическая школа Карнеги, Гайанский центр производственной подготовки и другие образовательные учреждения. Крупнейшее в стране собрание книг и других печатных изданий хранится в Национальной библиотеке Гайаны. В окрестностях столицы находится национальный парк Кайетур, в котором сохранилось множество видов тропической флоры и фауны. Непосредственно в черте города находится большой ботанический сад, Джорджтаунский кенотаф и Умана-яна. В 41 километре от города находится международный аэропорт Чедди Джаган, который позволяет постоянно поддерживать воздушное сообщение с городами: Торонто, Нью-Йорк, Майами, Лондон, Парамарибо. Город хорошо ухожен, озеленён, поэтому его называют «Карибским городом-садом».

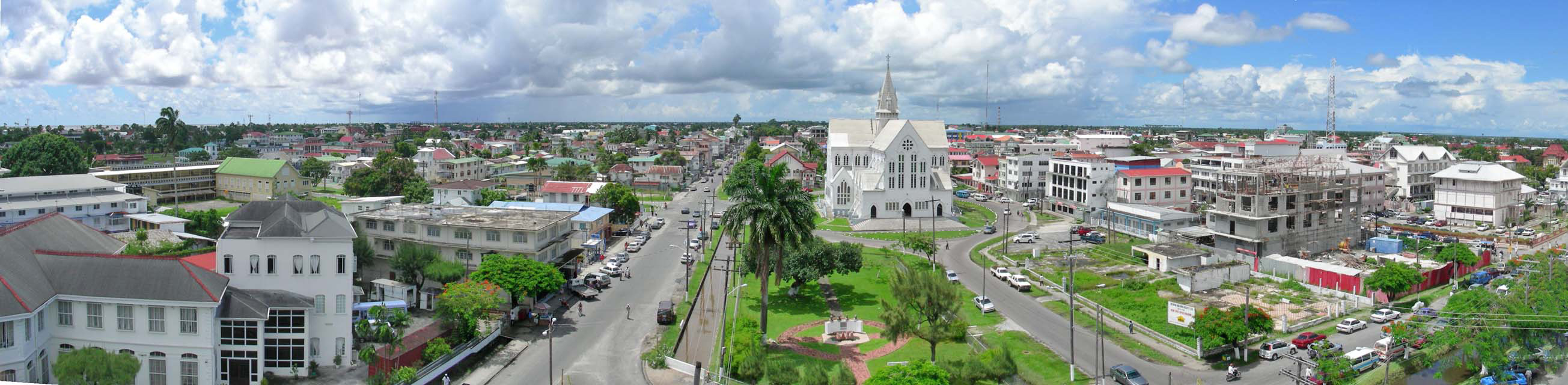
Панорама города с Собором святого Георгия